# MAZ-6422
Der Lastkraftwagen MAZ-6422 (russisch МАЗ-6422, deutsche Transkription eigentlich MAS-6422) ist ein Lkw-Typ des belarussischen Fahrzeugherstellers Minski Awtomobilny Sawod, der seit 1981 in Serie produziert wird.

## Beschreibung

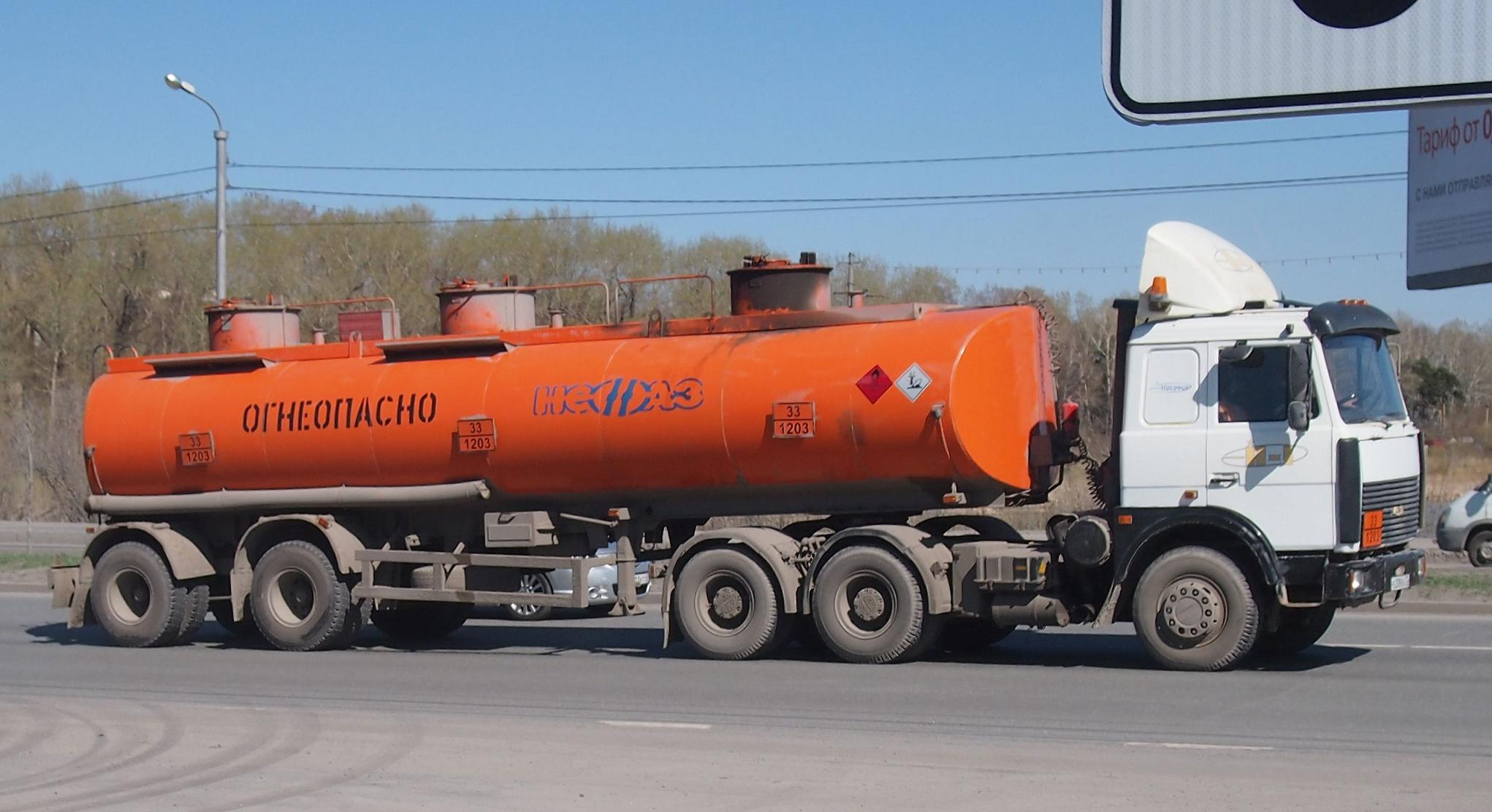
Ein MAZ-6422A8 zum Transport von Treibstoff mit Auflieger von NefAZ in Tjumen, 2014

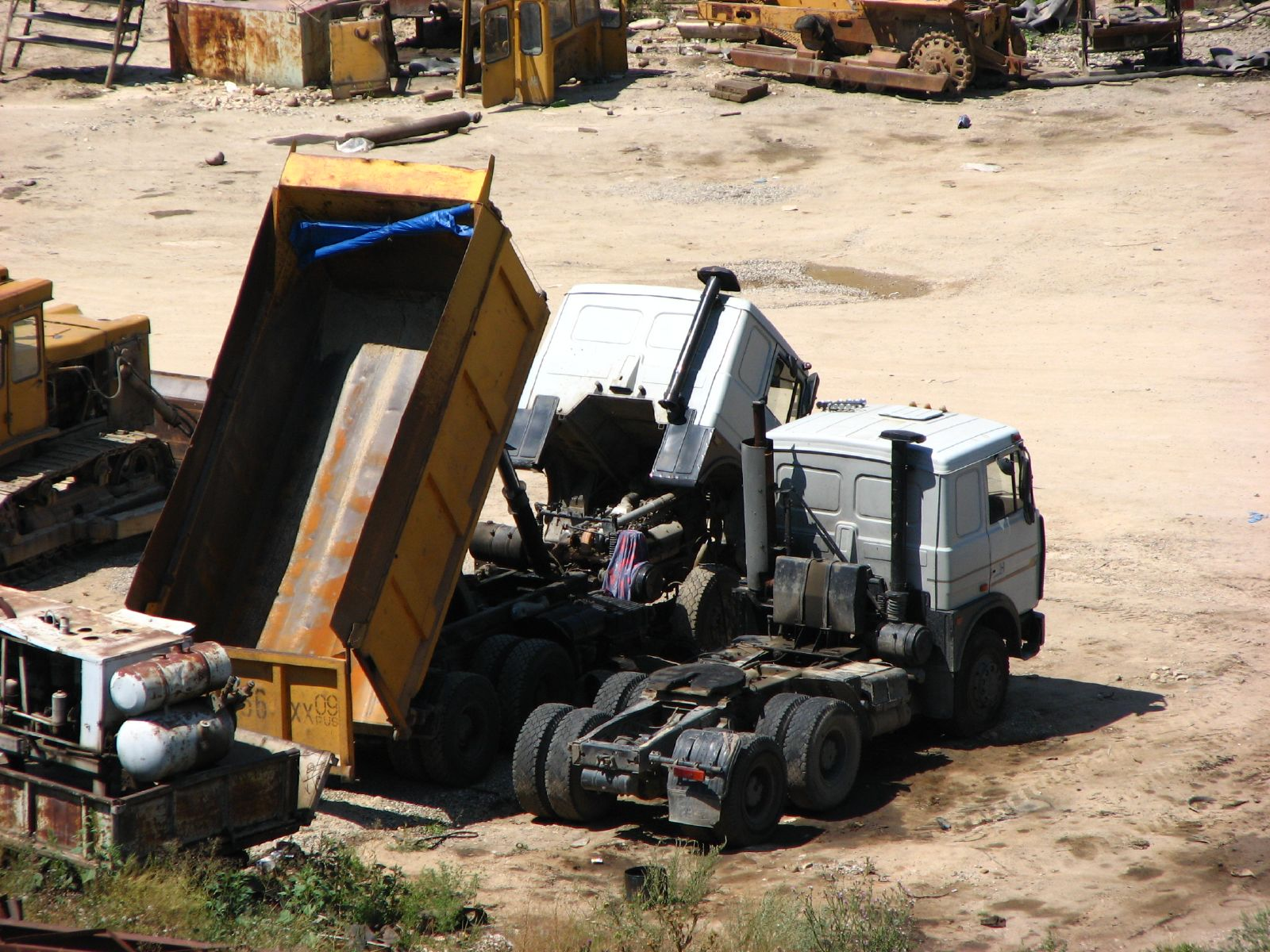
Heckansicht eines MAZ-6422 (linkes Fahrzeug, rechts ein MAZ-5516-Kipper)

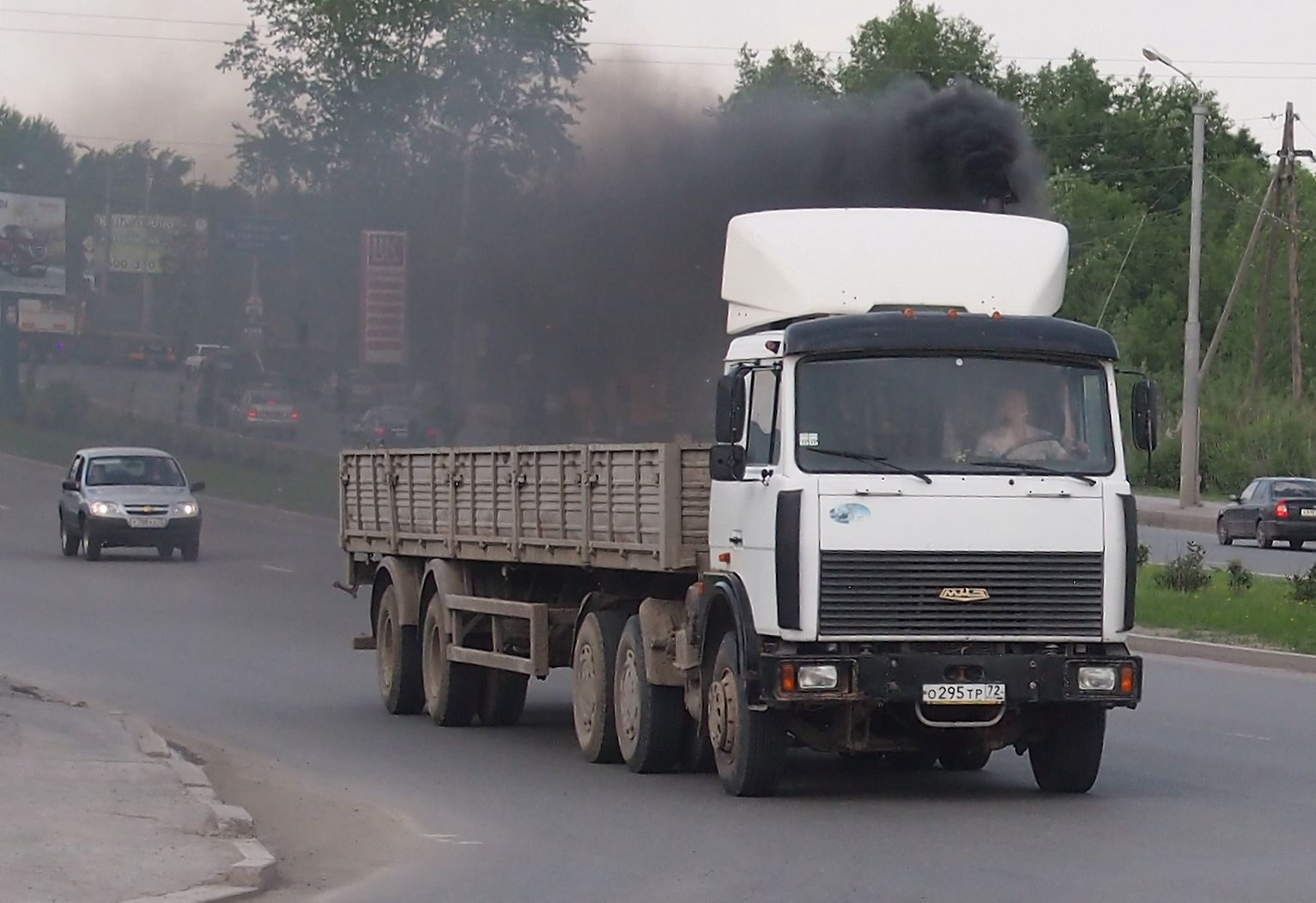
Ein MAZ-6422 in Tjumen, 2014

In den späten 1970er Jahren wurde beim Hersteller MAZ beschlossen, eine Lastkraftwagenfamilie nach westlichem Vorbild in die Produktion aufzunehmen. Zum einen, um den zivilen Bedarf nach schweren Sattelzugmaschinen zu decken, zum anderen, um eine Alternative zur technisch bereits veralteten Baureihe 500 zu schaffen. Am 19. Mai 1981 war offizieller Produktionsstart, erster Lkw der neuen Fahrzeugfamilie der gebaut wurde, war ein Exemplar der zweiachsigen Version MAZ-5432.
Die Fahrzeuge der neuen Generation wurden schnell zum wichtigsten Produkt von MAZ. Im April 1983 wurde das tausendste Exemplar gefertigt, am 14. April 1989 verließ mit einem MAZ-6422 der einmillionste Lastwagen das Werk. Erst Mitte der 1990er Jahre wurden Nachfolger für die Modelle -6422 und -5432 entwickelt, da die alten Fahrzeuge nicht mehr den gesetzlichen Bestimmungen für den internationalen Fernverkehr, speziell mit Westeuropa, entsprachen. So wurde als Nachfolger des MAZ-6422 der MAZ-6430 entworfen und produziert. Seit 1997 werden beide Modelle parallel in Minsk gefertigt.
Die DDR importierte den MAZ-6422 zusammen mit der leichteren Version MAZ-5432 für den Einsatz im Fernverkehr ab 1985.

## Modellvarianten
Im Laufe der mittlerweile über 30-jährigen Produktionsgeschichte gab es verschiedene Modellvarianten des MAZ-6422, durch Anhängen von zusätzlichen Nummern kenntlich gemacht. Das äußere Design ist jedoch auch bei den heutigen Fahrzeugen noch nahezu wie beim Produktionsstart 1981. Hauptunterschied liegt in der Motorisierung und der Ausstattung der Fahrerkabine. Einzige Ausnahme davon ist der MAZ-64227, welcher sich durch ein Facelift von den restlichen Generationen abhebt. Die Liste erhebt keinen Anspruch auf Vollständigkeit, da oftmals auch innerhalb der aufgeführten Modelle Variationen vorgenommen wurden.
- MAZ-6422: 1981 eingeführte Variante, Datum der Produktionseinstellung ist unklar, wird jedoch heute nicht mehr produziert
- MAZ-64221: Eingeführt 1989 und bis heute produziert, verfügt über einen JaMZ-8421.10-Achtzylinder-Dieselmotor mit 17,24 l Hubraum und 265 kW Leistung
- MAZ-64224: Eingeführt ebenfalls 1989 und bis heute gebaut, verfügt über einen JaMZ-8424.10-Achtzylinder-Dieselmotor mit 312 kW
- MAZ-64226: Modell mit MAN-D2866-LF15-Dieselmotor (11,97 l Hubraum und 272 kW Leistung), einziges Modell mit aus Westeuropa zugekauftem Motor
- MAZ-64227: Erneuertes Design des Fahrerhauses, heute wahrscheinlich nicht mehr gebaut
- MAZ-64229: 1987 eingeführt und bis heute produziert, JaMZ-238D-Achtzylinder-Dieselmotor mit 14,76 l Hubraum und einer Leistung von 243 kW
- MAZ-6422A5: Aktuelles Modell mit russischem Dieselmotor und 243 kW Leistung
- MAZ-6422A8: Aktuelles Modell mit JaMZ-6581.10-Dieselmotor und 294 kW Leistung

## Technische Daten
Alle Angaben für das Modell MAZ-64229-032 (es handelt sich um eine Ausführung für den Nahverkehr mit russischem Dieselmotor).
- Motor: JaMZ-238D-Turbo-Dieselmotor (erfüllt Euro-1-Abgasnorm)
- Hubraum: 14,86 l
- Leistung: 243 kW (330 PS)
- Drehmoment: 1225 Nm
- Zylinder: acht
- Anordnung: V-förmig
- Höchstgeschwindigkeit: 90 km/h
- Tankinhalt: 500 l
- Getriebe: JaMZ-238A
- Gänge: acht
- Schaltung: mechanisch
- Antriebsformel: (6×4)
- 3 Sitzplätze, keine Schlafgelegenheit

Abmessungen und Gewichte
- Länge: 6540 mm
- Breite: 2500 mm
- Höhe: 3550 mm
- Radstand: 2900 mm + 1400 mm
- Reifendimension: 12,00R20
- Zulässiges Gesamtgewicht: 24.000 kg
- Zulässiges Gesamtgewicht des Lastzugs: 42.000 kg
- Achslast vorne: 6000 kg
- Achslast Doppelachse hinten: 18.000 kg